# Taira no Sadamori
Taira no Sadamori est un nom japonais traditionnel ; le nom de famille (ou le nom d'école), Taira, précède donc le prénom (ou le nom d'artiste).
Taira no Sadamori (平 貞盛, vers le Xe siècle) est un samouraï du clan Taira qui a participé à la répression de la révolte de Taira no Masakado dans les années 930-940. Il est le fils de Taira no Kunika et le petit-fils de Taira no Takamochi, fondateur de la lignée Kammu Heishi. Sadamori est l'ancêtre du clan Hōjō qui exerce un pouvoir politique considérable plusieurs siècles plus tard au cours de l'époque de Kamakura. Taira no Korehisa, son quatrième fils, est le fondateur de la branche familiale Ise Taira.
En 935, alors que Sadamori occupe le poste de samanojō, son père est tué par Taira no Masakado lors un soulèvement. Sadamori et Fujiwara no Hidesato poursuivent et tuent Masakado à la bataille de Kojima en 940.
Sadamori reçoit le cinquième rang à la cour pour son héroïsme et obtient par la suite les postes de chinjufu-shogun et gouverneur (kokushi) de la province de Mutsu ainsi que le quatrième rang à la cour.
Des éléments de la vie de Sadamori sont rapportés dans le volume folklorique Konjaku monogatari shū (Contes du passé et du présent).

## Référence
- (en) Cet article est partiellement ou en totalité issu de l’article de Wikipédia en anglais intitulé « Taira no Sadamori » (voir la liste des auteurs)..